# Jørgen Kristensen (fodboldspiller)
 Der er flere personer med dette navn, se Jørgen Kristensen.
Jørgen Kristensen (født 12. december 1946 i Hedehusene) er en tidligere dansk fodboldspiller. Han spillede 19 A-landskampe for Danmark. Hans formidable teknik gav ham tilnavnet troldmanden. I USA var han en kendt indendørsspiller.
Kristensen er uddannet maskinarbejder, men nåede kun at arbejde som det i et halvt år. Efter fodboldkarrieren har arbejdet som træner og er tidligere indehaver af Café Magic i Køge.

## Karriere
- Hedehusene Idrætsklub
- Køge Boldklub 1967-1968
- Detroit Cougars 1968
- Sparta Rotterdam 1968-1972
- SC Feyenoord 1972-1976
- Køge Boldklub 1975-1976
- Hertha BSC Berlin 1976-1978
- Næstved IF 1978
- Chicago Sting 1978-1980
- Tulsa Roughnecks 1980
- Calgary Boomers 1981
- Wichita Wings (indendørs) 1981-1986
- Kansas City Comets (indendørs) 1986-1987